# Red Bull GmbH
Red Bull GmbH — це австрійська компанія з виробництва енергетичних напоїв. Організаційна форма господарювання — товариство з обмеженою відповідальністю (ТзОВ, нім. GmbH). Фірма також має суттєве представництво в технічних та екстремальних видах спорту, а також в мас-медіа. Штаб-квартира знаходиться у містечку Фушль-ам-Зе, біля Зальцбургу, Австрія. Загалом у 2018 році було продано 6.8 млрд банок Red Bull у 171 країні світу.

## Напої
- Red Bull

## Мас-медіа
Дочірнє підприємство Red Bull Media House GmbH, котрому належить телеканал ServusTV.

## Спорт

Логотип футбольного клубу «Ред Булл» (Зальцбург), створеного на основі логотипу компанії.

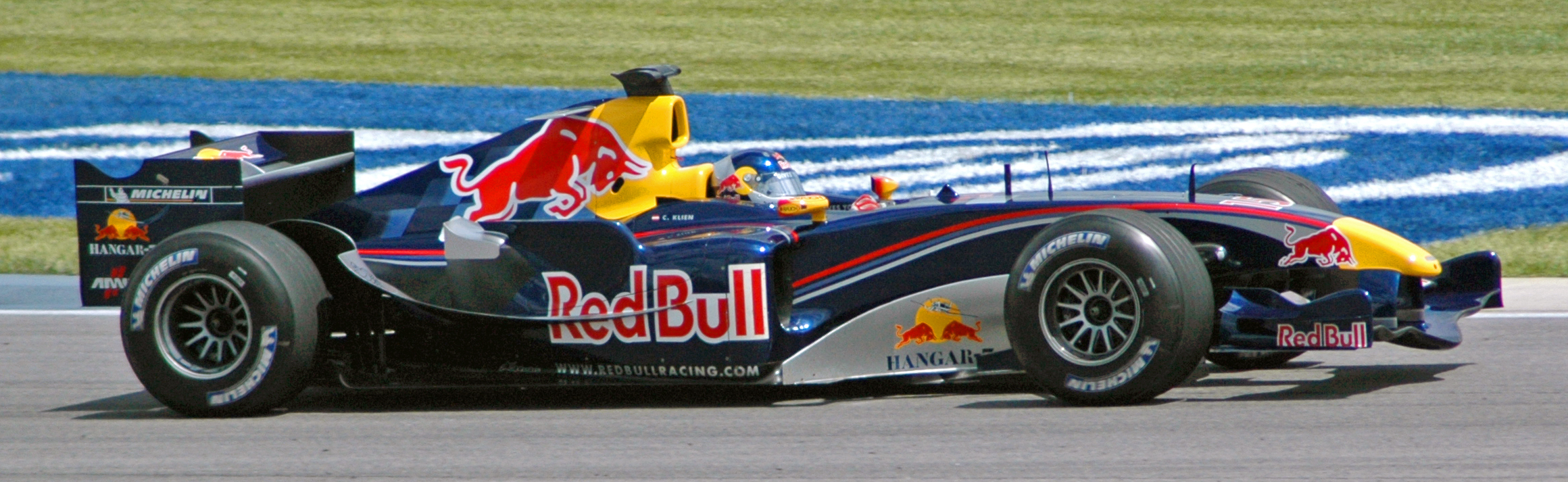
Болід Христіана Кляйна в Формулі-1

Широковідома своєю участю в спорті, особливо в екстремальних видах спорту та мотоспорті.
Фірма фінансує команди під власною маркою в змаганнях Формулі-1 (див. Ред Булл (команда Формули-1), Формула-3, Deutsche Tourenwagen Masters, GP2, Red Bull Racing Team в чемпіонаті NASCAR, Формула 3000, Чемпіонат світу з ралі, MotoGP та інших.

## Критика
В листопаді 2009 року під час рекламних відеозйомок продукції Red Bull загинув бейс-джампер Улі Гегеншатц. Кілька тижнів до цього, також під час рекламних зйомок, трагедія трапилась з американським бейс-джампером та парашутистом Елі Томпсоном. Громадська критика на адресу фірми Red Bull стала гучнішою. Фірма висловила офіційне співчуття:
Ми будемо і далі продовжувати співпрацю з нашими спортсменами, щоб допомогти їм виконати їх плани та здійснити їх мрії